# Electrogena macedonica
Electrogena macedonica is een haft uit de familie Heptageniidae. De wetenschappelijke naam van de soort is voor het eerst geldig gepubliceerd in 1954 door Ikonomov.
De soort komt voor in het Palearctisch gebied.